# Panonija
Panonija (en serbe cyrillique : Панонија) est un village de Serbie situé dans la province autonome de Voïvodine. Il fait partie de la municipalité de Bačka Topola dans le district de Bačka septentrionale. Au recensement de 2011, il comptait 607 habitants.
En serbe, le nom du village désigne la Pannonie. Ce terme peut désigner une ancienne province romaine mais il désigne aussi régulièrement la plaine pannonienne.

## Démographie

### Évolution historique de la population
| 1948 | 1953 | 1961 | 1971 | 1981 | 1991 | 2002 | 2011 |
| ---- | ---- | ---- | ---- | ---- | ---- | ---- | ---- |
| 954  | 902  | 893  | 955  | 877  | 970  | 798  | 607  |

|  |